# EPC (контракт)
EPC (от англ. Engineering, procurement and construction) — способ контрактования в строительной отрасли.

## Описание
При использовании EPC-контракта, контрактор выполняет:
- Инжиниринг (engineering) — изыскательные, проектные и согласовательные работы;
- Снабжение (procurement) — производит выбор и закупку материалов и оборудования для выполнения всего проекта;
- Строительство (construction) — выполняет строительные, сборочные и пусконаладочные работы[1].

В некоторых случаях контрактор несёт на себе риски по выполнению графика работ, а также по выполнению бюджета, с фиксацией цены по EPC-контракту. В этом случае при изменении цен у субподрядчиков или при возникновении не учтенных в контракте работ или затрат, контрактор покрывает такие расходы самостоятельно. В таких случаях цена всего EPC-контракта объявляется контрактором заказчику единой (паушальной) суммой.
Встречаются и разновидности EPC-контракта — например, «EP» — контрактором выполняются только стадии «E» и «P», а строительство выполняется заказчиком самостоятельно.

01 января 2024 года  вступил в силу ГОСТ Р 71177 — 2023 «Управление крупными строительными проектами с использованием интегрированных контрактов», разработанный при участии экспертов – методологов АО «ПМСОФТ» и Сообщества по развитию методологии и стандартизации ЕРС-контрактов в РФ (EPC-сообщество, https://www.epcrf.ru). Разработка велась при поддержке Минстроя России и ФАУ «ФЦС» в соответствии с программой национальной стандартизации. ГОСТ закрепил единые подходы, принципы, процессы управления крупными строительными проектами с использованием интегрированных контрактов EPC. Официальная версия Госта доступна на сайте Росстандарта: https://www.standards.ru/

## Обязательства контрактора и заказчика
После заключения EPC-контракта, контрактор становится ответственным за выполнение проекта, согласно определенным в контракте условиям. EPC-контрактор может на свой страх и риск привлекать субподрядчиков и поставщиков материалов и оборудования, для выполнения различных частей проекта. После выполнения этапов работ заказчик выплачивает контрактору причитающееся вознаграждение за вычетом уже выплаченных авансов.
Проекты выполняются успешно в случае, если заказчик:
- фиксирует в контракте план финансирования;
- фиксирует в контракте рамки и уровень качества работ;
- фиксирует в контракте этапность и сроки работ;
- чётко определяет размеры штрафов и условия, при которых они накладываются

Проекты выполняются успешно в случае, если контрактор:
- Перекладывает соответствующие условия EPC-контракта на субподрядчиков и поставщиков;
- Выдерживает сроки и этапность
- Тщательно контролирует выполнение работ, чтобы избежать ошибок и необходимости их устранять.

## Фактор фиксирования цены
Основным аргументом выбора заказчика EPC-контракта является фиксирование цены контракта. Однако в случае вмешательства заказчика на этапе реализации контракта и внесения изменений в контракт, должна быть предусмотрена процедура внесения таких изменений, с соответствующей коррекцией цен, сроков, качества и рисков.

## Ответственность заказчика
Чтобы успешно реализовать проект, заказчик должен выбирать опытного EPC-контрактора. При этом заказчик обязательно проверяет основные этапы реализации контракта с помощью своих или привлеченных независимых специалистов.